# ستيف كولمان
ستيف كولمان (بالإنجليزية: Steve Coleman)‏ هو عازف جاز وملحن أمريكي، ولد في 20 سبتمبر 1956 في شيكاغو في الولايات المتحدة.

## وصلات خارجية
- الموقع الرسمي
- ستيف كولمان على موقع ميوزك برينز (الإنجليزية)
- ستيف كولمان على موقع قاعدة بيانات برودواي على الإنترنت (الإنجليزية)
- ستيف كولمان على موقع أول ميوزيك (الإنجليزية)
- ستيف كولمان على موقع ديسكوغز (الإنجليزية)